# Horticulture

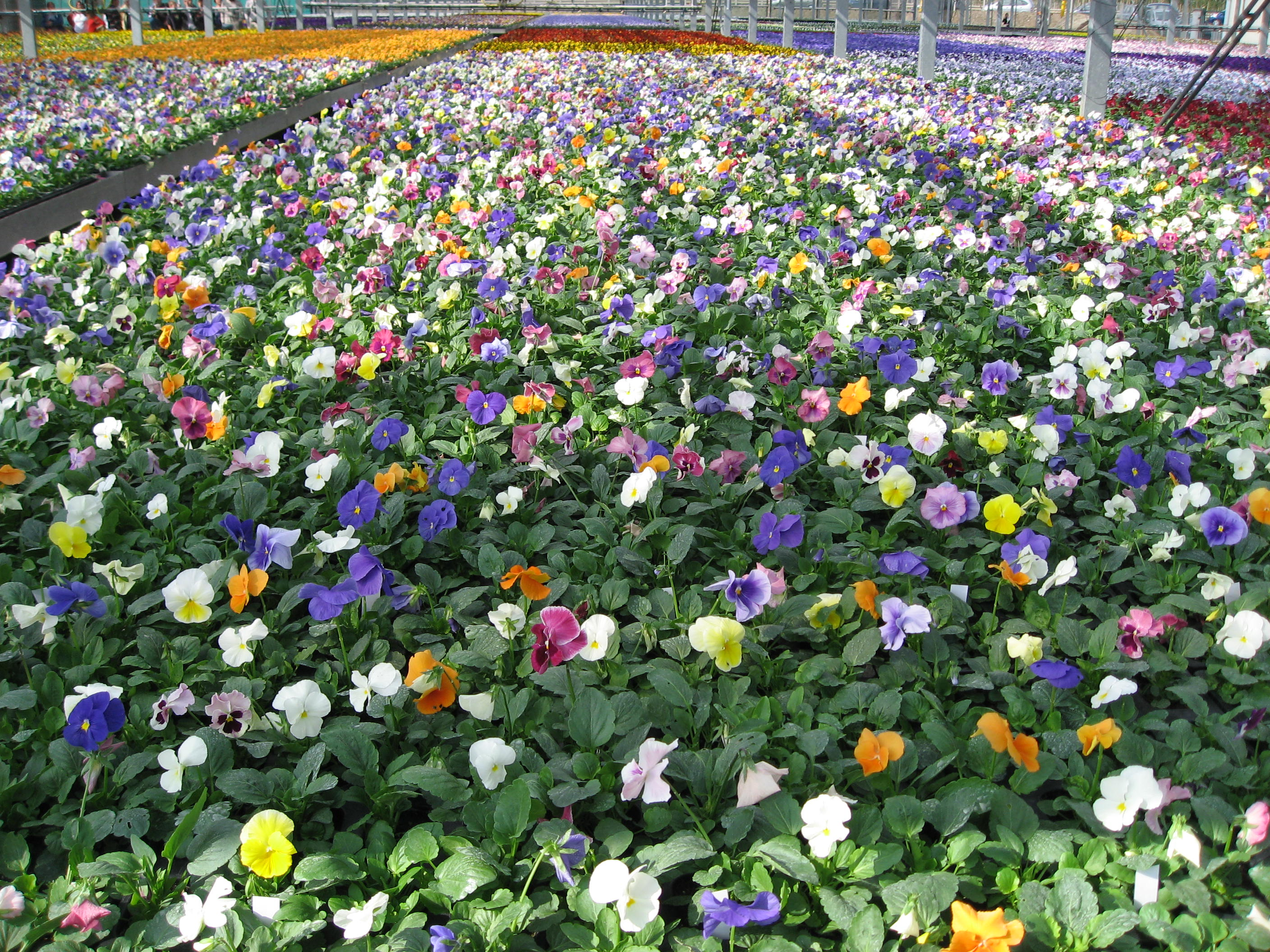
La floriculture se fait de plus en plus sous serre et avec des plantes sélectionnées pour leur couleur, leur résistance aux conditions urbaines, leur durée de floraison…

Horticulture est un mot en usage depuis le XIXe siècle. Désignant à l'origine l'acclimatation de plantes pour les développer à des fins commerciales, le mot peut aussi désigner l'art de cultiver les jardins, de pratiquer la culture des légumes, des fruits, des fleurs, des arbres ou des arbustes fruitiers et d'ornement, selon le dictionnaire de l'Académie française. 
Il s'agit d'une filière complexe et spécialisée de l'agriculture regroupant la floriculture, le maraîchage, l'arboriculture, la pépinière, la semence et les jeunes plants.

## Historique
L'horticulture concerne l'aspect ornemental des jardins autant que la culture vivrière, dans ce cas, le mot d'horticulture peut se confondre avec celui de jardinage. Le terme est probablement un emprunt savant à l'anglais, il se compose du latin classique hortus « jardin » et du mot culture. L'horticulture consiste à multiplier des plantes à des fins commerciales. Les méthodes de travail dépendent des lieux et du sol. Ce sont en général les parcelles les plus fertiles et les mieux exposées qui sont cultivées. Pour obtenir des cultures, le bêchage, le binage, le ratissage, permettent d'ameublir le sol. Le sarclage, le repiquage, l'arrosage permettent de valoriser les cultures. Les arbustes peuvent être palissés et taillés.  
Le métier d’horticulteur se développe par les importations des plantes exotiques tout au long du XVIIIe siècle. Les premiers ateliers horticoles sont installés dans les ports de la Loire, par des jardiniers botanistes, puis, de grandes exploitations horticoles s'installent aux alentours de Paris, Orléans, Nice, Nantes ou Angers. Ces établissements proposent, sur catalogues, de nouvelles espèces de plantes exotiques acclimatées. Le terme d'horticulture s'impose vers 1850, avec l'essor de l'industrialisation et de la spécialisation de la production agricole. Les entreprises d'horticulture sont dirigées par les anciens jardiniers des maisons bourgeoises et nobles. Ces établissements vont ensuite former des jardiniers qui s'installeront à leur tour. Les horticulteurs écoulent également une partie de la production des petits exploitants agricoles.  
L’horticulture s'appuie sur des sociétés savantes qui se mettent en place à l’initiative de nobles et de bourgeois passionnées par la mode des serres, des parcs à l’anglaise et de la botanique. La Société royale d’horticulture de France est fondée en 1827, par Louis Héricart de Thury qui est aussi président de la Société royale d’agriculture. La société est fondée dans le but « d’acclimater des espèces sauvages ou étrangères ». 
L'horticulture se pratique en milieu rural, périurbain et urbain. L'horticulture urbaine et périurbaine (HUP), encore peu reconnue, tend à se développer dans les villes et à proximité.

## Secteurs de culture

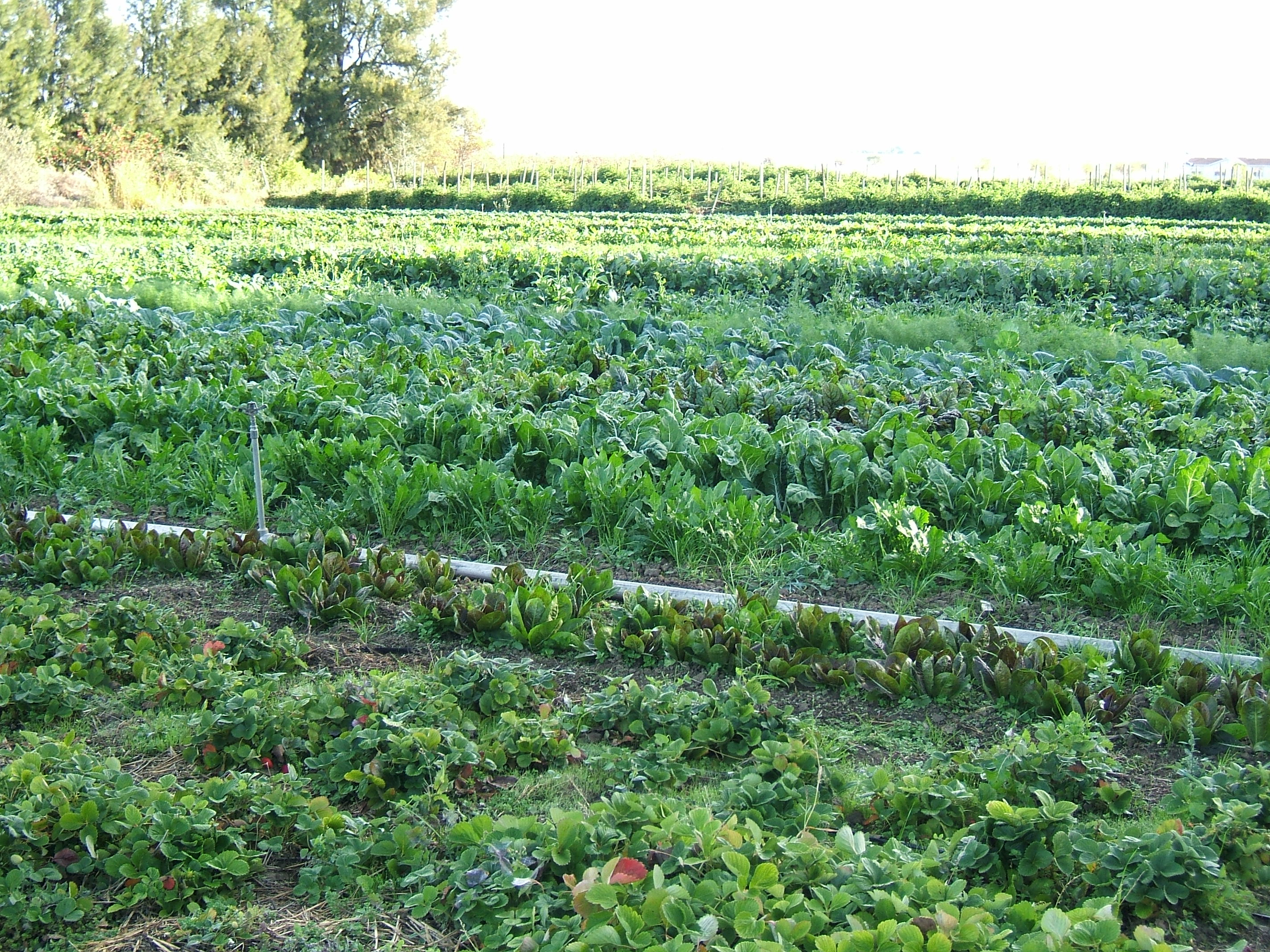
Production de légumes bios sans intrants de synthèse (engrais ou pesticides).

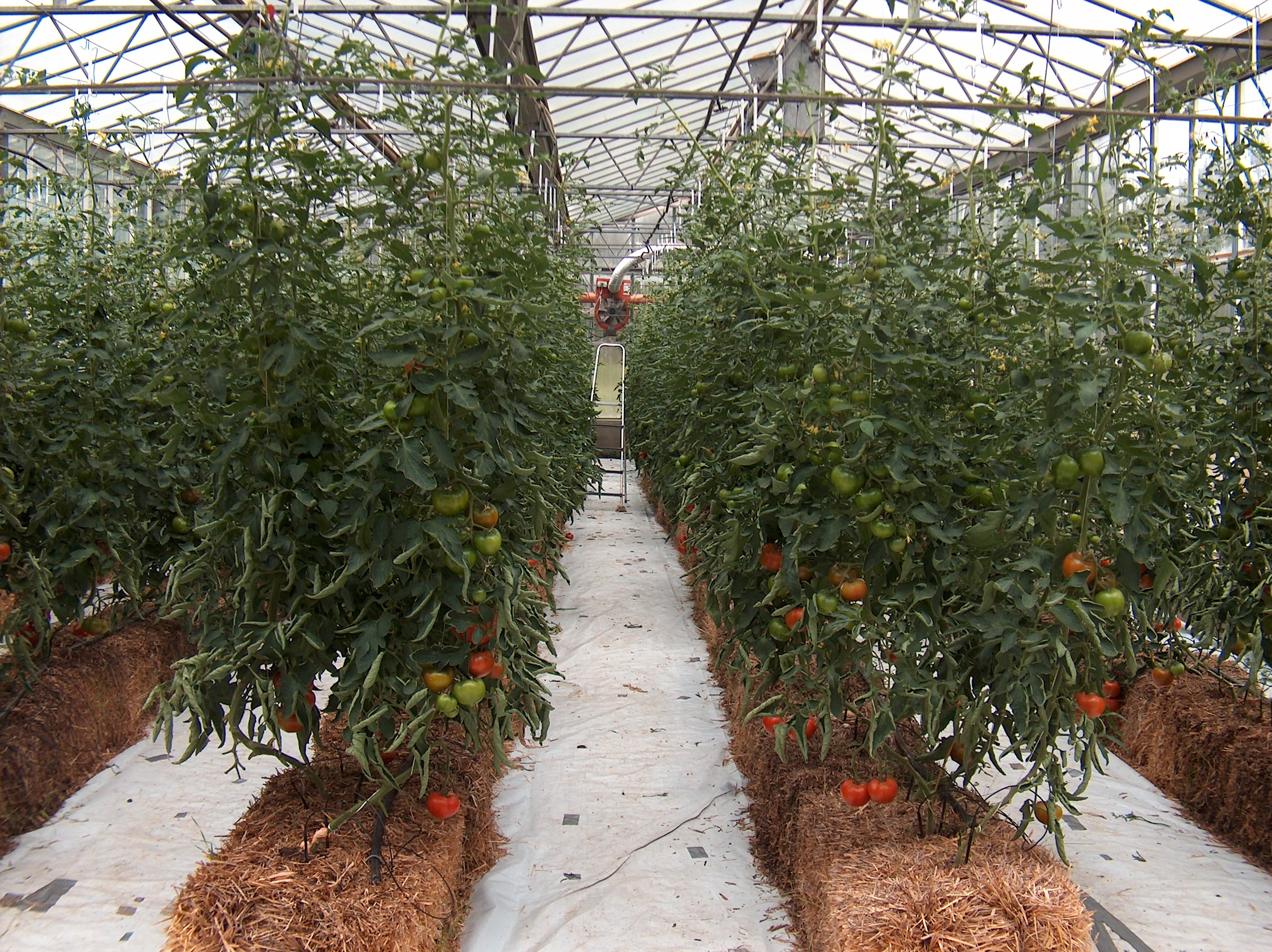
Culture hydroponique de tomates sous serre

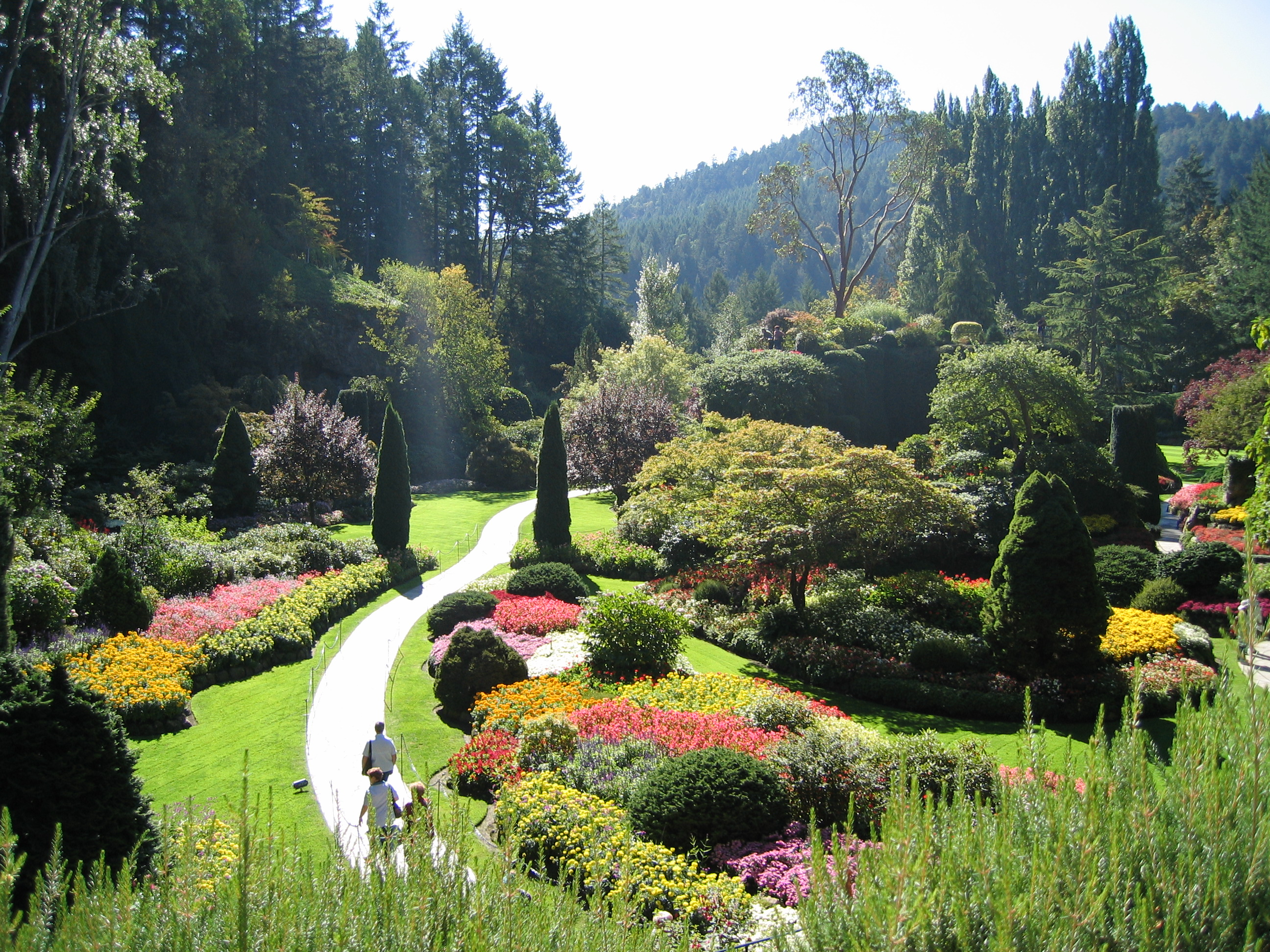
Jardin fleuri.

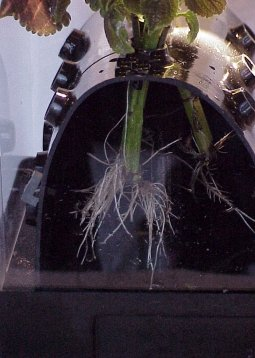
Horticulure en aéroponie (les nutriments sont brumisés sur les racines).

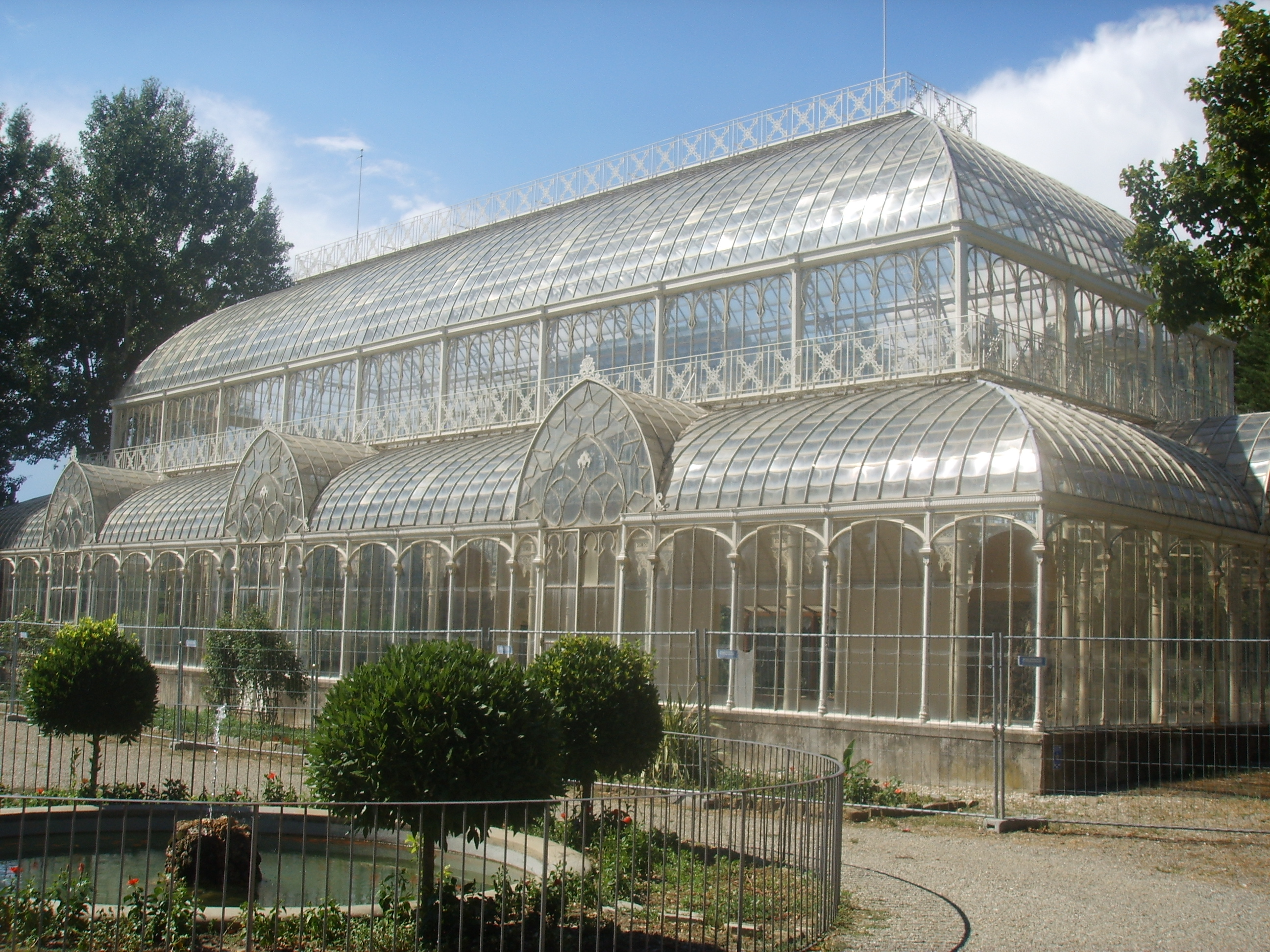
Serre du Giardino dell'Orticultura de Florence (Italie).

Les secteurs de l'horticulture se divisent en sept activités économiques. 
L'horticulture maraîchère aussi qualifiée de maraîchage qui consiste en la production de plantes potagères.
L'arboriculture fruitière consiste en la production de fruits de bouches. La production peut-être spécialisée sous forme de vergers d'arbres tiges de plein vent (pommier, poirier, cerisier, abricotier, prunier, etc.), ou bien sous forme de vergers conduits en cordon (pommier, poirier, kiwi, etc.). Cela concerne également la production de fruits secs (noisette, noix, châtaigne, etc.)
L'horticulture ornementale comprend la production de diverses plantes ornementales.
La floriculture concerne la production de plantes à massif (corbeilles, parterres), de potées vertes, de potées fleuries, de fleurs à couper, de semences, de plantes succulentes (cactées, plantes grasses, plantes à caudex).
La pépinière consiste à produire des espèces ligneuses, arbres et arbustes d'ornement ou non. Il peut s'agir des arbres, des arbustes, des plantes vivaces, des sujets de grande taille, des plants forestiers pour reboisement, des plants fruitiers pour l'arboriculture, des semences et de plants.
La serriculture est une spécialisation du maraîchage, de la floriculture ou de la pépinière en serre.
Le paysagisme est une activité économique liée à la création et à l'entretien de jardin ou de grands espaces :
- Création de plans de parcs et jardins ;
- Plantation dans les parcs et les jardins publics et privés ;
- Création et entretien de terrains de sport ;
- Entretien de parcs et jardins publics et privés ;
- Élagage d'arbres de toutes hauteurs.

Et différentes productions para-horticoles telles que les plantes à épices ou à parfums (vanille, cannelle, poivre, girofle, thé, cacao, ylang-ylang, etc.).

## Métiers
Les métiers de ce secteur économique sont généralement des métiers d'extérieur, durs parce que soumis aux aléas climatiques (pluie, vent, neige, froid, etc.)
Les emplois sous serres sont moins difficiles mais le confinement de l'air est particulièrement pénible à supporter durant les chaleurs estivales.
Le métier demande des travailleurs du service de l’horticulture de posséder certaines qualités particulières. En effet, ils se doivent d’être en bonne formes physique, de posséder des habiletés manuelles et d’avoir un savoir technique et entrepreneuriale. Ils doivent également d’avoir des capacités dans le domaine de l’administration pour les documents à remplir quotidiennement et mensuellement (les factures et le budget par exemple). Lors de leurs expériences de travail, les horticulteurs développent des compétences professionnelles tels que le savoir-faire, ils acquièrent différentes connaissances selon le milieu dans lequel ils sont employés.
Les tâches que les horticulteurs accomplissent varient selon leur type d’emploi. Les lieux de travail sont divers : « exploitation horticole, pépinière, société agroalimentaires, coopérative agricole, grande surface, municipalité, etc.

## Recherche horticole
À partir d'espèces sauvages et de variétés déjà cultivées, la sélection empirique pendant des siècles, et maintenant depuis de nombreuses années la sélection génétique permet aux firmes horticoles, aux semenciers et aux instituts de recherche spécialisés de créer de nouvelles variétés et des cultivars présentant des caractéristiques intéressantes et parfois spectaculaires.
La recherche et la mise au point de plantes nouvelles sont essentielles dans un secteur compétitif, alors que le climat évolue et que les effets des modes sont de plus en plus importants.

## Formation en horticulture en France
Pour travailler dans ces filières, l’enseignement agricole offre des formations de tous les niveaux :
- de la 4e au bac+2 dans l’enseignement général, technologique et professionnel
- de bac+3 au doctorat dans l’enseignement supérieur

### Dans l'enseignement général, technologique et professionnel
L'enseignement est réalisé par des établissements publics et privés d’enseignement agricole et horticole 
- Lycées agricoles
- Centre de formations d’apprentis (CFA)
- Centre de formation professionnelle et de promotion agricoles (CFPPA)
- Maisons familiales rurales d’éducation et d’orientation
- mais aussi : exploitations horticoles et maraîchères, pépiniéristes, paysagistes, jardineries, fleuristes, etc.

### Dans l'enseignement supérieur
En France, le diplôme d'ingénieur en horticulture est délivré après trois ans (à la suite d'une classe préparatoire) ou cinq ans (à la suite d'une « prépa intégrée ») d'études au sein du centre d'Angers de l'Institut agro Rennes-Angers, anciennement AgrocampusOuest, et plus anciennement INHP (Institut National d'Horticulture et du Paysage) et l'Institut national supérieur des sciences agronomiques, agroalimentaires, horticoles et du paysage (l'Agro) où au cours de la dernière année, les étudiants ont le choix entre des options très diverses pour orienter leur profil professionnel futur.
Les diplômes de paysagistes sont aussi délivrés par l'École nationale supérieure du paysage (ENSP) située à Versailles.
En Suisse romande, les ingénieurs en agronomie horticole sont formés à l'HEPIA Genève : la Haute école du paysage, d’ingénierie et d'architecture de Genève.

### Informations sur les savoirs horticoles en France
En France, une bibliothèque numérique en ligne Hortalia, spécialement dédiée à l'horticulture, a été développée par la SNHF (Société nationale d'horticulture de France). Elle donne accès à des revues de l'horticulture française, à des catalogues de pépiniéristes, des monographies anciennes du XVIe au XVIIIe siècle et un fonds d'images. Ce portail se veut une référence en matière de connaissances horticoles pour la période du XVIe siècle au XXe siècle.

## Marché horticole
Le secteur de l'horticulture et du paysage concerne près de 60 000 entreprises et plus de 150 000 emplois en France.

### En France
Il regroupe trois grandes catégories d'entreprises : les entreprises de production de végétaux (pépinières, entreprises horticoles, maraîchers, etc.), les entreprises de distribution et de vente, les entreprises du paysage (réalisation de travaux).

### Au Québec
« Au Québec, le secteur de l’horticulture génère plus de 60 000 emplois dans plus de 9 000 entreprises de production, de commercialisation et de services, et il constitue une activité économique dynamique dont le chiffre d’affaires total dépasse le milliard de dollars ».
Au Québec, il y a 1 192 entreprises d’horticulture ornementale, occupant 17 260 hectares. D’ailleurs, 201 millions de dollars sont accordés aux végétaux de serre, 79 millions de dollars sont accordés aux pépinières et 74 millions de dollars sont accordés aux arbres de Noël. Ainsi, le Québec est classé 3e au Canada quant à la production d’ornements. L’Ontario et la Colombie-Britannique sont classés avant le Québec,.

## Évolution de la production horticole en France
L’horticulture française se caractérise par deux modes de production : sous abris et de plein air. La culture hors-sol, le plus souvent sous abris, s’accompagne d’un fort développement de la mécanisation, de la robotisation et de l’automatisation. Pour l’ensemble des productions horticoles, l’approche écologique et systémique est de plus en plus prise en compte. On constate le développement d'activités connexes à l’activité de production : vente directe ou en circuits courts, transformation, jardinage, agriculture urbaine et périurbaine.